# Aeródromo Puerto Sur
El Aeródromo Puerto Sur (OACI: SCIS) es un terminal aéreo de la Isla Santa María, Provincia de Concepción, Región del Biobío, Chile. Este aeródromo es de carácter público.